# تپه جاک جونکی
تپه جاک جونکی مربوط به دوره ساسانیان است و در شهرستان گچساران، روستای ناصر آباد واقع شده و این اثر در تاریخ ۳ بهمن ۱۳۷۹ با شمارهٔ ثبت ۲۹۸۶ به‌عنوان یکی از آثار ملی ایران به ثبت رسیده است.